# 高野裕久
高野 裕久（たかの ひろひさ、1958年 - ）は、日本の工学者、内科医。京都大学名誉教授。

## 人物・経歴
新潟県立新潟高等学校を経て、京都府立医科大学医学部医学科卒業。博士（医学）。国立環境研究所主任研究員、同総合研究官、同環境健康研究領域長、筑波大学連携大学院教授、京都大学大学院地球環境学堂地球益学廊長・教授等を経て、2023年京都大学名誉教授、京都大学地球環境学堂地球親和技術学廊研究員。

## 著作
- 『環境と健康』（森田昌敏と共著）岩波書店 2005年
- 『感染列島強靭化論 : パンデミック下での大災害に備える公衆衛生戦略』（藤井聡と共著）晶文社 2020年

## 受賞
- 1996年 日本トキコロジー学会田邊賞[4]
- 2020年度 遠山椿吉記念 第7回食と環境の科学賞[5]